# Жанна Бот
Жанна Бот (англ. Jeanne Bot; 14 січня 1905, Мон-Луї, Східні Піренеї, Лангедок-Русійон, Франція — 22 травня 2021, Перпіньян) — французька супердовгожителька. Її вік (116 років, 128 днів) підтверджено Групою геронтологічних досліджень. 2 травня 2019 року увійшла у список 100 найстаріших повністю верифікованих людей в історії. 14 січня 2020 року стала 49-ю людиною в історії, яка офіційно відсвяткувала 115-річчя, 14 січня 2021 року — 23-ю людиною в історії, яка офіційно відсвяткувала 116-річчя.

## Життєпис
Жанна Бот народилася 14 січня 1905 року в цитаделі Мон-Луї, де її батько служив унтер-офіцером. У неї було три сестри та брат.
50 років вона пропрацювала бухгалтеркою у гаражі на бульварі Пуанкаре у місті Перпіньян. Вона ніколи не одружувалась і не мала дітей.
У 112 років у неї не було серйозних проблем зі здоров'ям, окрім поганого слуху. Також вона могла дивитися телевізор, читати пресу і ходити з допомогою ходунків кімнатами своєї квартири.
2 травня 2019 року Жанна Бот увійшла у список 100 найстаріших повністю верифікованих людей в історії.
27 серпня 2019 року, після смерті японської супердовгожительки Мацусіти Сін Жанна Бот стала третьою найстарішою нині живою людиною в світі (після Танаки Кане та Люсіль Рандон). Після верифікації Франциски Сельси душ Сантуш стала четвертою.
14 січня 2020 року Жанна Бот стала 49-ю людиною в історії, яка офіційно відсвяткувала 115-річчя.
Померла 22 травня 2021 року в місті Перпіньян, Східні Піренеї, Окситанія, Франція у віці 116 років 128 днів.